# Polskie Górnictwo Naftowe i Gazownictwo

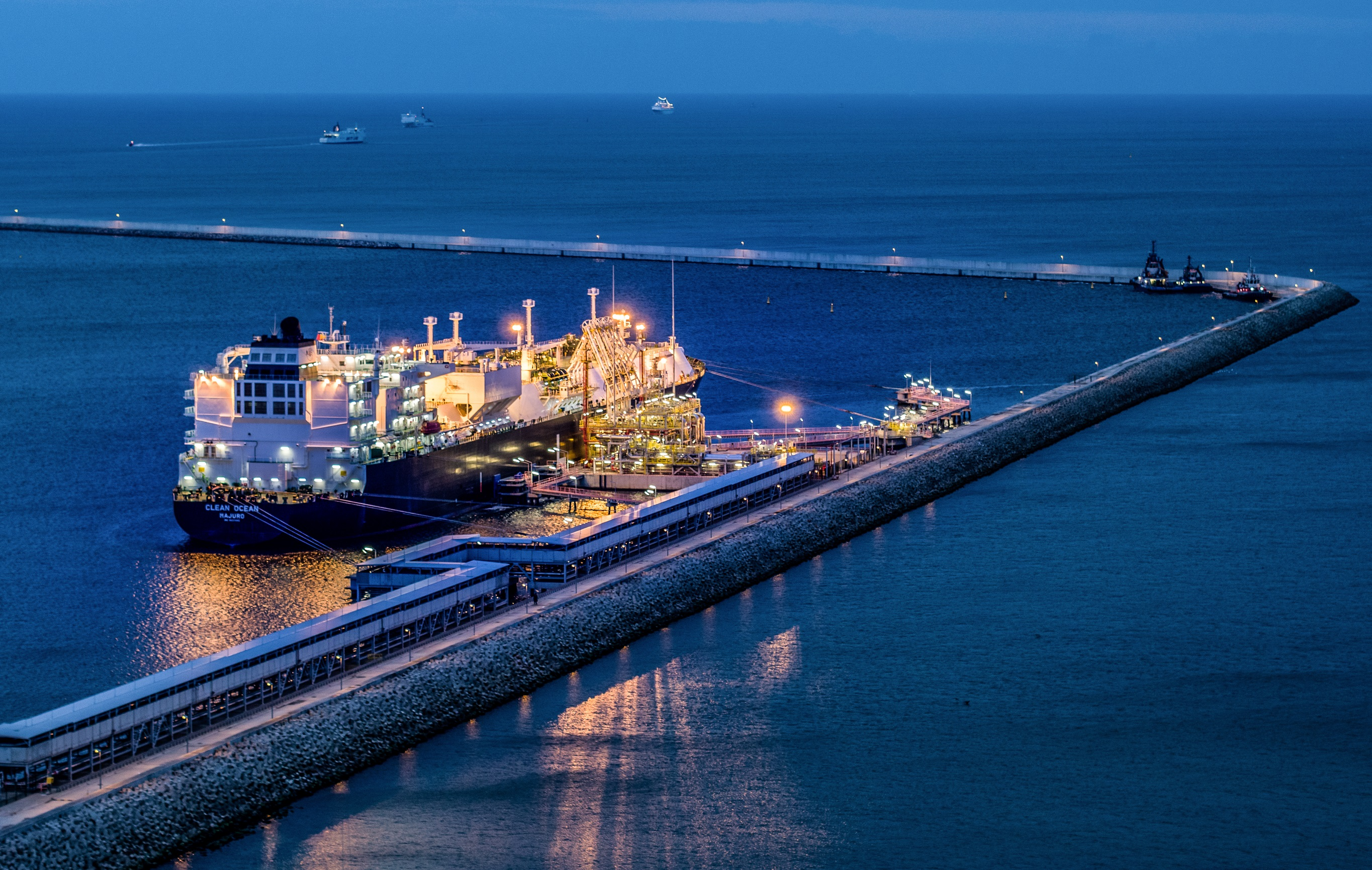
Metanowiec LNG – pierwsza dostawa z USA

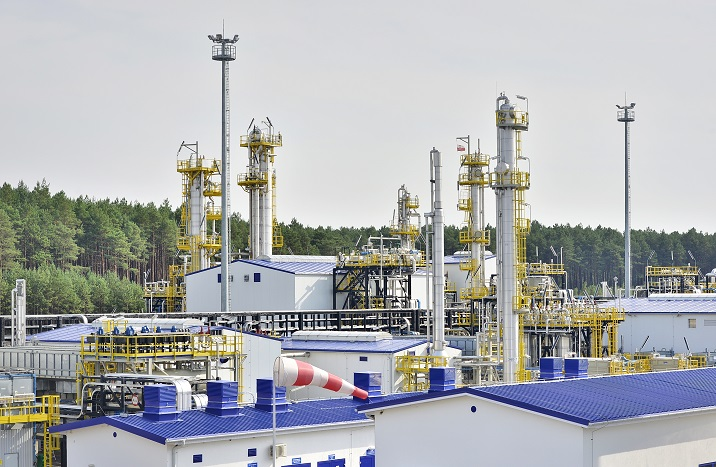
Kopalnia Ropy Naftowej i Gazu Ziemnego w Lubiatowie

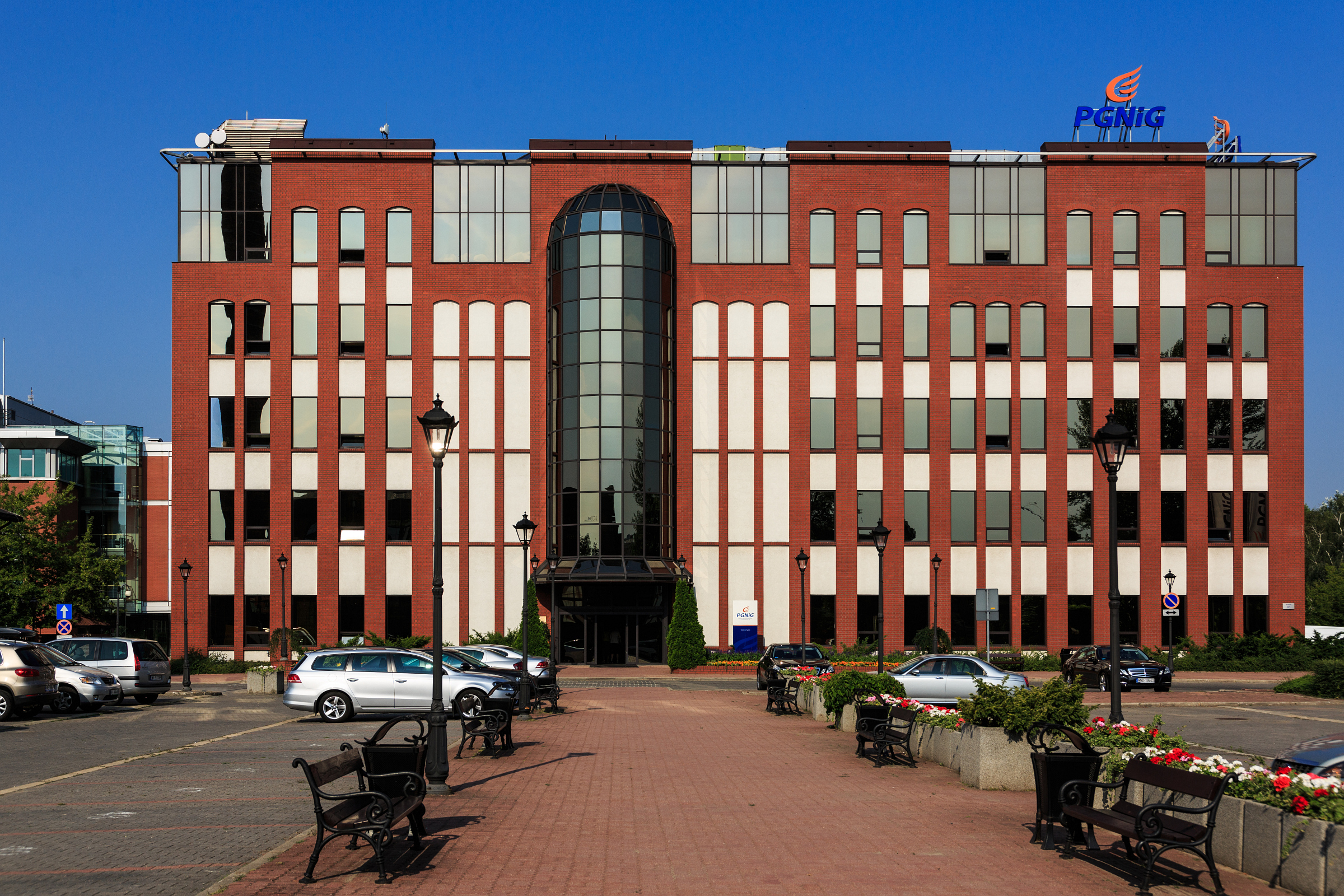
Siedziba Polskiego Górnictwa Naftowego i Gazownictwa (PGNiG) w Warszawie, ul. Kasprzaka

Polskie Górnictwo Naftowe i Gazownictwo (PGNiG) – polskie przedsiębiorstwo istniejące samodzielnie w latach 1982–2022, a od 2022 roku stanowiące część spółki Orlen S.A., zorganizowaną jako Oddział Centralny PGNiG, zajmujące się poszukiwaniami i wydobyciem gazu ziemnego oraz ropy naftowej, importem gazu, a także poprzez kluczowe spółki zależne: magazynowaniem, sprzedażą, dystrybucją paliw gazowych i płynnych oraz produkcją ciepła i energii elektrycznej.
PGNiG było spółką giełdową. Posiadało akcje w spółkach świadczących specjalistyczne usługi geofizyczne i wiertniczo–serwisowe na rynkach międzynarodowych. Spółka była jednym z podmiotów odpowiedzialnych za utrzymanie bezpieczeństwa energetycznego kraju i dywersyfikację dostaw poprzez wydobycie ze złóż krajowych oraz import ze źródeł zewnętrznych.
Działalność prowadziło głównie w Polsce, a za granicą od ponad 20 lat prowadzi działalność poszukiwawczo-wydobywczą w Pakistanie. Posiada też koncesję w Zjednoczonych Emiratach Arabskich. Do grupy PGNiG należało PGNiG Upstream Norway, która od ponad 10 lat prowadzi działalność w zakresie poszukiwania i eksploatacji złóż na Norweskim Szelfie Kontynentalnym. Z kolei spółka zależna PGNiG Supply & Trading GmbH z siedzibą w Monachium zajmuje się handlem gazem w Europie Zachodniej. Prowadzi także biuro handlu LNG w Londynie.

## Historia
W 1976 roku powstało Zjednoczenie Górnictwa Naftowego i Gazowniczego (ZGNiG), które zostało utworzone z połączenia Zjednoczenia Przemysłu Gazowniczego oraz Zjednoczenia Przemysłu Naftowego. Zgodnie z ustawą o przedsiębiorstwach państwowych i zarządzeniem nr 56 Ministra Górnictwa i Energetyki 1 września 1982 powstało przedsiębiorstwo państwowe PGNiG. Przedsiębiorstwo miało strukturę wielozakładową, w skład której wchodziło 61 samobilansujących się zakładów.
30 października 1996 Przedsiębiorstwo Państwowe Polskie Górnictwo Naftowe i Gazownictwo zostało przekształcone w spółkę akcyjną, w której całkowite udziały miał Skarb Państwa. W skład spółki weszło sześć okręgowych zakładów gazowniczych, które miały swoje siedziby w Gdańsku, Poznaniu, Tarnowie, Warszawie, Wrocławiu oraz Zabrzu. W 2000 roku powstały regionalne oddziały przesyłu (ROP), które bezpośrednio podlegały centrali w Warszawie. W 2003 roku powstało sześć spółek gazownictwa, które zostały wydzielone ze spółki-matki PGNiG SA, w skład tych spółek weszły 23 zakłady. W roku 2004 utworzono Polskie Górnictwo Naftowe i Gazownictwo-Przesył Sp. z o.o. (od 2006 działające jako jednoosobowa spółka akcyjna Skarbu Państwa Operator Gazociągów Przesyłowych Gaz-System, odpowiedzialna za przesył gazu ziemnego na terytorium Polski, będąca operatorem bałtyckiego odcinka pierwszego polskiego podmorskiego gazociągu przesyłowego Baltic Pipe, właścicielem terminalu skroplonego gazu ziemnego (LNG) w Świnoujściu i niezależnym operatorem polskiego odcinka Gazociągu Jamalskiego).
23 września 2005 roku akcje Polskiego Górnictwa Naftowego i Gazownictwa zadebiutowały na Giełdzie Papierów Wartościowych w Warszawie z silnym wzrostem, notowanym na 34%.
14 lipca 2020 roku spółka PKN Orlen SA i skarb państwa reprezentowany przez Ministerstwo Aktywów Państwowych podpisały list intencyjny w sprawie przejęcia przez PKN ORLEN grupy PGNiG. 16 marca 2022 roku PKN Orlen SA uzyskał warunkową zgodę Urzędu Ochrony Konkurencji i Konsumenta (UOKiK) na fuzję z Polskim Górnictwem Naftowym i Gazownictwem (PGNiG). 26 września 2022 roku Rada Ministrów wydała zgodę na połączenie PGNiG i PKN Orlen SA. 28 września tego samego roku Walne Nadzwyczajne Zgromadzenie akcjonariuszy spółki PKN Orlen SA podjęło uchwałę o połączeniu z PGNiG, a 10 października tego samego roku analogiczną uchwałę o połączeniu PGNiG z PKN Orlen podjęło Walne Nadzwyczajne Zgromadzenie akcjonariuszy spółki PGNiG SA. 25 października 2022 roku koncern PKN Orlen i spółka PGNiG zawarły porozumienie z organizacjami związków zawodowych działających w PGNiG o gwarancjach zatrudnienia pracowników PGNiG po połączeniu spółki z PKN Orlen. 2 listopada 2022 roku nastąpiło przejęcie PGNiG przez PKN Orlen i połączenie obu spółek.

## Działalność
PGNiG dostarczał gaz ziemny do ok. 7 milionów klientów (stan na 2019 rok), w tym gospodarstw domowych, jak i przedsiębiorstw – największe z nich to przede wszystkim elektrociepłownie, huty, rafinerie i zakłady azotowe.
Według danych z 2019 roku – PGNiG wydobyło w Polsce i za granicą 1,2 mln ton ropy naftowej, kondensatu węglowodorów współwystępujących z gazem ziemnym ang. skrótowiec NGL (Natural Gas Liquids). Wydobycie gazu ziemnego wyniosło 4,5 mld m³, a liczba koncesji wydobywczych wynosiła ponad 215. Produkcją oraz wydobyciem gazu ziemnego i ropy naftowej na obszarze Polski zajmują się dwa główne oddziały górniczego przedsiębiorstwa – w Zielonej Górze oraz w Sanoku. Łączne wydobycie gazu ziemnego rocznie w Polsce kształtuje się na poziomie ok. 3,8 mld m³. Obecnie w Polsce PGNiG prowadzi eksploatację na blisko 190 złożach, wykorzystując około 2 tys. odwiertów. Prace eksploatacyjne prowadzone są głównie na obszarze Podkarpacia i Niżu Polskiego. Jeśli chodzi o obszar Niżu Polskiego, to obejmuje on: Wielkopolskę, Lubuskie, Pomorze Zachodnie i Dolny Śląsk.
Oddział zielonogórski wydobywał gaz ziemny zaazotowany w 36 kopalniach (18 gazowych, 5 ropy naftowej i 13 ropo-gazowych). Na obszarze działalności Oddziału w Zielonej Górze działała Kopalnia Ropy Naftowej i Gazu Ziemnego Lubiatów, największa tego typu instalacja w Polsce. Natomiast gaz wysokometanowy wydobywany był przez Oddział w Sanoku i pozyskiwany w 18 kopalniach (10 gazowych, 1 ropy naftowej i 7 ropo-gazowych). Wydobyty gaz zaazotowany podlegał dalszemu przetworzeniu na gaz wysokometanowy w odazotowniach w Odolanowie oraz w okolicach Grodziska Wielkopolskiego. Stosowana była technologia, w której wykorzystuje się procesy niskotemperaturowe (kriogeniczne, wymrażanie). W roku 2019 odazotowano 2,4 mld m³ gazu, dzięki czemu wyprodukowano 1,3 mld m³ gazu wysokometanowego. W wyniku kriogenicznego przetwarzania gazu zaazotowanego spółka uzyskuje gaz wysokometanowy, ciekły gaz ziemny, gazowy i ciekły hel oraz ciekły azot (tylko w Odolanowie).
PGNiG było notowane na Giełdzie Papierów Wartościowych w Warszawie od 23 września 2005 roku – kurs akcji w tym dniu wynosił 3,81 PLN (na zamknięciu sesji). PGNiG przed połączeniem z PKN Orlen było jednym z 7 największych polskich przedsiębiorstw na GPW w Warszawie. W 2019 roku przychody wyniosły 42,02 mld PLN, a EBITDA 5,5 mld PLN.
W roku 2011 PGNiG kupiło za 2,96 mld zł 99,8% akcji Vattenfall Heat Poland (d. Elektrociepłownie Warszawskie), obecnie PGNiG Termika SA.
Pod koniec 2012 roku zakończono jeden z głównych projektów inwestycyjnych zagospodarowanie złóż gazu ziemnego i ropy naftowej w rejonie Lubiatów – Międzychód – Grotów (projekt LMG).
We wrześniu 2013 r. zakończono konsolidację spółek gazownictwa w jedną spółkę pod firmą Polska Spółka Gazownictwa.
Od listopada 2013 r. PGNiG pełnił funkcję Animatora Rynku Gazu na Towarowej Giełdzie Energii.
1 sierpnia 2014 roku ze struktury PGNiG SA został wydzielony podmiot PGNiG Obrót Detaliczny sp. z o.o. Jego powstanie było podyktowane uwarunkowaniami prawnymi oraz koniecznością przygotowania się do zbliżającego się pełnego uwolnienia rynku gazu w Polsce. W związku z wprowadzoną zmianą, cała obsługa handlowa klienta detalicznego w zakresie sprzedaży gazu ziemnego i energii elektrycznej została przeniesiona do nowej spółki.
W czerwcu 2016 r. do Terminalu LNG im. Prezydenta Lecha Kaczyńskiego przypłynął pierwszy ładunek ciekłego gazu ziemnego w ramach kontraktu handlowego PGNiG SA z Qatargas.
W lutym 2017 r. PGNiG otworzyło biuro handlowe w Londynie, w którym PGNiG Supply & Trading prowadzi działalność handlową na międzynarodowym rynku LNG.
W marcu 2017 r. PGNiG podpisało aneks do kontraktu długoterminowego z Qatargas.
W czerwcu 2017 r. PGNiG sprowadziło do Polski pierwszy ładunek LNG pochodzący ze USA, w formie dostawy spotowej od firmy Cheniere.
W listopadzie 2017 r. PGNiG podpisało pierwszy średnioterminowy kontrakt na import amerykańskiego LNG z Centrica LNG Company Limited, a w czerwcu 2018 r. zawarło wstępne porozumienia ze spółkami Venture Global LNG i Port Arthur LNG na zakup LNG w USA po 2022 roku.
Jesienią 2018 r. PGNiG podpisało umowy ze spółkami Venture Global Calcasieu Pass LNG i Venture Global Plaquemines LNG oraz na dostawy od Cheniere.
W grudniu 2018 r. PGNiG i Port Arthur LNG, spółka zależna Sempra Energy, podpisały umowę zakupu i sprzedaży ciekłego gazu ziemnego.
W latach 2017–2019 PGNiG Upstream Norway zrealizował cel strategiczny pozyskania 6 złóż: Ærfugl, Skogul, Fogelberg, Tommeliten Alpha, King Lear i Duva. Według stanu na 30 kwietnia 2020 r. zaangażowanie PGNiG UN na Norweskim Szelfie Kontynentalnym obejmuje 31 koncesji. W latach 2017–2019 PGNiG zwiększyło swoją bazę zasobów wydobywalnych na Norweskim Szelfie Kontynentalnym z 80 mln do ok. 200 mln boe.

### Spór z Gazpromem
30 marca 2020 r. Trybunał Arbitrażowy w Sztokholmie wydał korzystny dla PGNiG wyrok, kończący 5-letni spór o cenę gazu pomiędzy PGNiG a rosyjskim Gazpromem. Konflikt dotyczył sposobu ustalania ceny gazu dostarczanego na podstawie kontraktu jamalskiego, zawartego we wrześniu 1996 r. za Rady Ministrów Włodzimierza Cimoszewicza, według obowiązującej formuły cenowej, PGNiG płaciło Gazpromowi znacznie więcej niż wynosiły ceny rynkowe. Wyrok arbitrażu wskazał nową rynkową formułę cenową jako obowiązującą w kontrakcie.

### Dostawy LNG do Świnoujścia
Terminal LNG w Świnoujściu rozpoczął działanie w 2015 roku, pierwszy ładunek przypłynął do niego w czerwcu 2016 roku. Dzięki gazoportowi możliwy jest odbiór ciekłego gazu ziemnego (LNG) transportowanego drogą morską oraz jego regazyfikacja. Dostawy są możliwe dzięki międzynarodowej współpracy PGNiG z producentami ze USA, z Kataru i Norwegii. Z roku na rok liczba dostaw LNG się zwiększa. W 2019 roku PGNiG sprowadziło do Polski 31 dostaw ciekłego gazu ziemnego, a rok wcześniej – 23.
Pierwsza dostawa LNG do terminala w Świnoujściu miała miejsce w grudniu 2015 roku, kiedy do portu przypłynął statek wodny z Kataru w ramach umowy z Qatargas. W wyniku umów zawartych z Katarczykami, od 2020 roku coroczny import LNG wynosić będzie do ok. 2,7 mld m³ po regazyfikacji. Pierwsza dostawa LNG typu spot dotarła do świnoujskiego terminala imienia L.Kaczyńskiego z Norwegii, w czerwcu 2016 roku, na podstawie umowy ze Statoil. Ładunek przypłynął na MV Arctic Princess z norweskiego portu Melkøya i dostarczył ok. 140 tys. m³ LNG.

### Dostawy z USA
Pierwsza dostawa amerykańskiego paliwa przypłynęła do Polski od Cheniere w czerwcu 2017 roku. To była dostawa typu spot. Pod koniec 2018 roku amerykański dostawca zawarł z PGNiG 24-letnią umowę na dostawę LNG. Pierwsza dostawa do Polski w ramach tej umowy przybyła w lipcu 2019 roku. Według jej zapisów, wolumen dostaw w latach 2023–2042 wzrośnie i obejmie ok. 39 mld m³ gazu po regazyfikacji, co daje w całym tym okresie ok. 1,95 mld m³ gazu po regazyfikacji rocznie.
W listopadzie 2017 r. PGNiG podpisało pierwszy średnioterminowy, 5-letni kontrakt na import amerykańskiego LNG z Centrica LNG Company Limited. Dostawy gazu pochodzą z terminala skraplającego Sabine Pass w USA w Luizjanie. Kontrakt wszedł w życie w 2018 r. i obejmuje 9 dostaw. Jest on realizowany na bazie reguły DES (Delivered Ex Ship).
W październiku 2018 roku PGNiG ogłosiło podpisanie umowy z Venture Global LNG na zakup 2 milionów ton rocznie ciekłego paliwa. Na podstawie tej 20-letniej umowy PGNiG będzie kupować LNG w formule Free on Board (FOB) z dwóch terminali – Venture Global Calcasieu Pass LNG, który ma rozpocząć działalność w 2022 roku oraz Venture Global Plaquemines LNG, który zostanie oddany do użytku w 2023 roku. W czerwcu 2019 r. PGNiG oraz Venture Global LNG podpisali porozumienie, które zwiększyło wolumen zakupu o dodatkowe 1,5 mln ton LNG rocznie. Tym samym łączny wolumen zakupionego przez PGNiG gazu z obu terminali budowanych przez Venture Global LNG osiągnie 3,5 mln ton LNG rocznie – 1 mln ton pochodzić będzie z terminala Calcasieu Pass, a 2,5 mln ton – z terminala Plaquemines.
W grudniu 2018 r. PGNiG i Port Arthur LNG, spółka zależna Sempra Energy, podpisały 20-letnią umowę zakupu i sprzedaży ciekłego paliwa. Na podstawie zawartej umowy PGNiG kupi rocznie 2 mln ton LNG (ok. 2,7 mld m³ po regazyfikacji). Odbiór ładunków rozpocznie się w 2023 roku z terminala Port Arthur LNG, który powstanie w Jefferson County w Teksasie. Zakupy dokonywane będą na zasadzie FOB (Free On Board).

### Norweski Szelf Kontynentalny
PGNiG obecne jest w Norwegii za sprawą swojej spółki zależnej – PGNiG Upstream Norway, która została powołana w 2007 roku do działalności na Norweskim Szelfie Kontynentalnym. Podstawowym zadaniem tej spółki jest poszukiwanie i eksploatacja złóż ropy naftowej oraz gazu ziemnego na tym obszarze. Gaz wydobywany na Norweskim Szelfie Kontynentalnym będzie przesyłany na polski rynek dzięki wykorzystaniu gazociągu Baltic Pipe.
Norweski szelf kontynentalny jest jednym z priorytetów inwestycyjnych określonych w Strategii Grupy Kapitałowej PGNiG. W 2019 roku wielkość produkcji ze złóż norweskich wyniosła 440 tys. ton ropy naftowej i ponad 480 mln m³ gazu ziemnego. Spółka prowadzi rozmowy mające na celu pozyskanie kolejnych obszarów koncesyjnych, tak aby po 2022 r. osiągnąć wielkość wydobycia na Norweskim Szelfie Kontynentalnym na poziomie co najmniej 2,5 mld m³ gazu rocznie.
PGNiG Upstream Norway posiada udziały w koncesjach poszukiwawczo-wydobywczych zlokalizowanych na morzach: Północnym, Norweskim i Barentsa. Przedsiębiorstwo wydobywa obecnie ropę naftową i gaz ziemny z 7 złóż (stan na maj 2020 r.). W 2020 roku rozpoczęła się produkcja ze złóż Skogul i Ærfugl. Liczba koncesji na Norweskim Szelfie Kontynentalnym, w których PGNiG Upstream Norway posiada udziały, wzrosła do 31 (stan na 30 kwietnia 2020 r.).
Przedsiębiorstwo użytkuje złoża: Skarv, Gina Krog, Morvin, Vilje, Vale, Skogul i Ærfugl, a działania inwestycyjne i analityczne prowadzone są na 4 kolejnych: Duva, Tommeliten Alpha, King Lear oraz Shrek.

### Baltic Pipe
Baltic Pipe to system gazociągów, który połączy Danię, Norwegię i Polskę. Operatorzy gazociągu: Gaz-System i duński Energinet. Sprowadzanie gazu do Polski przy wykorzystaniu Baltic Pipe ma się rozpocząć pod koniec 2022 roku. Roczna przepustowość gazociągu wynosi ok. 10 mld m³ gazu.

### Pakistan
W 1997 roku, po podpisaniu pierwszej umowy koncesyjnej zawartej w Pakistanie przez Polskie Górnictwo Naftowe i Gazownictwo, został powołany Oddział Operatorski PGNiG. Główne cele działalności pakistańskiego Oddziału to prowadzenie wspólnie z Pakistan Petroleum Limited (PPL) prac poszukiwawczych, zagospodarowanie i produkcja z odkrytych złóż oraz budowa instalacji wydobywczych. Z tym przedsięwzięciem jest związana tragedia porwania i zabicia Piotra Stańczaka poszukiwacza gazu na rzecz PGNiG. Od 2005 r. PGNiG, jako operator z 70% udziałem, prowadzi wraz PPL (30% udziałów) działalność na koncesji Kirthar, na której odkryte zostały 2 złoża – Rehman w 2009 i Rizq w 2015. Oba złoża zawierają gaz ziemny typu tight-gas, który po wydobyciu kierowany jest do kopalni położonej na obszarze koncesji Rehman. To pierwsza kopalnia gazu ziemnego PGNiG zbudowana poza Polską. Została otwarta w listopadzie 2015 r. i stanowi bazę do prac zmierzających do pełnego zagospodarowania złóż Rehman i Rizq.
PGNiG posiada koncesje wydobywcze na złożach Rehman i Rizq. Koncesja dla złoża Rehman została wydana w styczniu 2017 r. na okres 25 lat, z możliwością przedłużenia. Koncesja dla złoża Rizq została przyznana 2019 roku. Na złożu Rehman działa osiem odwiertów eksploatacyjnych, a na złożu Rizq – trzy (stan na maj 2020 r.). Pozyskiwany w Pakistanie surowiec w całości trafia na lokalny rynek.
W 2019 roku produkcja ze złóż Rehman i Rizq przypadająca na PGNiG wyniosła prawie 200 mln m³ gazu. W maju 2021 r. PGNiG objęło 25 proc. udziałów w bloku koncesyjnym Musakhel w środkowej części Pakistanu.

### Zjednoczone Emiraty Arabskie
W grudniu 2018 roku Polskie Górnictwo Naftowe i Gazownictwo wygrało przetarg i objęło udziały w koncesji w emiracie Ras al-Chajma z prawem do poszukiwania, rozpoznawania i wydobywania węglowodorów. Umowa typu EPSA (Exploration and Production Sharing Agreement) między PGNiG a Ras Al Khaimah Petroleum Authority i RAK GAS LLC została podpisana w styczniu 2019 roku. Obszar koncesji obejmuje 619 km².
Za sprawy związane z poszukiwaniem, rozpoznawaniem i dokumentowaniem złóż ropy naftowej i gazu ziemnego na posiadanym przez polskie przedsiębiorstwo obszarze koncesyjnym odpowiada oddział PGNiG z siedzibą w Ras al-Chajma założony w 2019 roku.
Prace na tym terenie będą przebiegać w trzech dwuletnich okresach poszukiwawczych z możliwością przedłużenia o dwuletni okres rozpoznawczy. Następnie przewidziano 30-letni okres produkcji. Po każdym z okresów poszukiwawczych, istnieje możliwość rezygnacji z udziałów w koncesji.
Zgodnie ze statystykami OPEC, udokumentowane zasoby ropy naftowej w Zjednoczonych Emiratach Arabskich wynoszą 98 mld baryłek, a gazu ziemnego – ponad 6 bilionów m³.
Prace na koncesji Ras al-Chajma rozpoczęły się w grudniu 2019 roku. Pierwszy etap poświęcono na przeprowadzenie badań geofizycznych w technice trójwymiarowego zdjęcia sejsmicznego. Za realizację tych badań odpowiada Geofizyka Toruń, spółka z Grupy Kapitałowej PGNiG. Prace zakończyły się na początku maja 2020 roku. Do zebrania danych geofizycznych wykorzystano pojazdy do wzbudzania fal sejsmicznych i ok. 30 tys. geofonów, które pozwoliły na stworzenie trójwymiarowego zdjęcia sejsmicznego.

### Ukraina
Obecność Polskiego Górnictwa Naftowego i Gazownictwa na Ukrainie sięga 2003 roku, kiedy z ukraińskim NAK Naftohaz (obecnie Naftohaz) zostało podpisane memorandum w sprawie ustalenia najbardziej perspektywicznych kierunków rozwoju współpracy pomiędzy partnerami. Od 2005 roku współpraca między przedsiębiorstwami rozwijała się w zakresie różnych projektów. Między innymi związanymi z dostawami gazu ziemnego do Polski i magazynowania gazu w ukraińskich podziemnych magazynach gazu.
10 września 2005 r. odbyło się połączenie gazociągów pomiędzy Ukrainą i Polską. Nowe połączenie na granicy polsko-ukraińskiej umożliwiło dostawy gazu w rejon Hrubieszowa, a co za tym idzie, na gazyfikację regionu Hrubieszowa oraz przyległych gmin.
PGNiG było obecne na Ukrainie także dzięki otwarciu 21 maja 2008 roku przedstawicielstwa w Kijowie. Obecność stałego przedstawiciela PGNiG w Kijowie ma stymulować współpracę sprzyjającą rozwojowi rynków gazowych Polski i Ukrainy. Jest to również potwierdzenie wagi, jaką PGNiG przykłada do współpracy z ukraińską branżą naftowo-gazową.
PGNiG dostarczał gaz na rynek ukraiński od sierpnia 2016 roku. W październiku 2017 r. Polskie Górnictwo Naftowe i Gazownictwo zawarło dwie umowy z operatorem sieci przesyłowych i magazynów Ukrtransgaz. Pierwsza dotyczyła przesyłania gazu na terytorium Ukrainy, co umożliwia PGNiG korzystanie z ukraińskich sieci gazowych. Druga – korzystania z podziemnych magazynów gazu znajdujących się na terytorium Ukrainy. Otworzyło to dodatkowe możliwości rozwoju działalności handlowej dla PGNiG, w zakresie obrotu gazem ziemnym na rynku ukraińskim.
Od października 2018 r. PGNiG wraz z ukraińskim partnerem – Energy Resources of Ukraine – dostarczało gaz ziemny dla operatora sieci przesyłowych i magazynów Ukrtransgaz. Zakontraktowane przez przedsiębiorstwa dostawy na ponad 200 mln m³ błękitnego paliwa realizowane były od października 2018 do 1 maja 2019 roku. Spółki rozpoczęły współpracę w zakresie dostaw dla Ukrtransgaz już w kwietniu 2017 roku.
Pod koniec 2019 roku, PGNiG podpisało z ERU Management Services umowę o współpracy w zakresie działalności poszukiwawczo-wydobywczej w zachodniej części Ukrainy, przy granicy z Polską.

### Litwa
Polskie Górnictwo Naftowe i Gazownictwo było od 1 kwietnia 2020 roku wyłącznym użytkownikiem nabrzeżnej stacji odbiorczo-przeładunkowej ciekłego gazu ziemnego małej skali położonej w porcie morskim w Kłajpedzie na Litwie. Dzięki temu, PGNiG zyskało dostęp do rynków krajów nadbałtyckich, a także stworzyło możliwość optymalizacji logistyki dostaw LNG do odbiorców zlokalizowanych w północno-wschodniej Polsce. Współpraca jest skutkiem umowy zawartej w listopadzie 2019 roku pomiędzy PGNiG a Klaipedos Nafta na okres 5 lat.
Stacja odbioru i przeładunku LNG w Kłajpedzie wyposażona jest w pięć zbiorników o łącznej pojemności 5 tys. m³ (2250 ton) gazu skroplonego. Nabrzeże stacji pozwala na odbiór i załadunek LNG z jednostek pływających. Dzięki temu stacja może być wykorzystana do bunkrowania statków napędzanych silnikami spalinowymi na LNG.

## Władze

### Ostatni skład Zarządu PGNiG SA
- Iwona Waksmundzka-Olejniczak – Prezes Zarządu
- Artur Cieślik – Wiceprezes Zarządu ds. Strategii i Regulacji
- Robert Perkowski – Wiceprezes Zarządu ds. Operacyjnych
- Przemysław Wacławski – Wiceprezes Zarządu ds. Finansowych
- Arkadiusz Sekściński – Wiceprezes Zarządu ds. Rozwoju
- Magdalena Zegarska – Wiceprezes Zarządu (przedstawiciel pracowników)[2][86][87]

### Ostatni skład Rady Nadzorczej PGNiG SA
- Bartłomiej Nowak – Przewodniczący
- Cezary Falkiewicz – Wiceprzewodniczący
- Tomasz Gabzdyl – Sekretarz
- Roman Gabrowski
- Mariusz Gierczak
- Mieczysław Kawecki
- Piotr Sprzączak
- Grzegorz Tchorek[88]

### Lista prezesów
| Lp. | imię i nazwisko              | okres piastowania funkcji                                         | piastowana funkcja |
| --- | ---------------------------- | ----------------------------------------------------------------- | --- |
| 1   | Aleksander Findziński        | 21.10.1996–02.04.1999                                             | Prezes Zarządu |
| 2   | Stefan Geroń                 | 02.04.1999–26.06.2000                                             | Prezes Zarządu |
| 3   | Andrzej Lipko                | 26.06.2000–10.12.2001                                             | Prezes Zarządu |
| 4   | Michał Kwiatkowski           | 10.12.2001–03.07.2003                                             | Prezes Zarządu |
| 5   | Marek Kossowski              | 03.07.2003–25.11.2005                                             | Prezes Zarządu |
| 6   | Jan Anysz                    | 08.12.2005–03.01.2006 04.01.2006–02.03.2006 24.09.2006–30.09.2006 | powierzenie kierowania pracami Zarządu oraz koordynację pracy członków Zarządu                                                                                    |
| 7   | Bogusław Marzec              | 03.03.2006–24.04.2006 25.04.2006–21.06.2006                       | powierzenie kierowania pracami Zarządu oraz koordynację pracy członków Zarządu Prezes Zarządu                                                                     |
| 8   | Mieczysław Puławski          | 24.06.2006–23.09.2006                                             | członek RN delegowany do czasowego wykonywania czynności Prezesa Zarządu                                                                                          |
| 9   | Krzysztof Głogowski          | 01.10.2006–12.03.2008                                             | Prezes Zarządu |
| 10  | Michał Szubski               | 12.03.2008–31.12.2011                                             | Prezes Zarządu |
| 11  | Marek Karabuła               | 01.01.2012–18.03.2012                                             | powierzenie nadzoru nad sprawami należącymi do kompetencji Prezesa Zarządu Spółki, w tym kierowanie pracami Zarządu PGNiG S.A. do czasu powołania Prezesa Zarządu |
| 12  | Grażyna Piotrowska-Oliwa     | 19.03.2012–29.04.2013                                             | Prezes Zarządu |
| 13  | Mirosław Szkałuba            | 29.04.2013–30.06.2013                                             | powierzenie nadzoru nad sprawami należącymi do kompetencji Prezesa Zarządu Spółki, w tym kierowanie pracami Zarządu PGNiG S.A. do czasu powołania Prezesa Zarządu |
| 14  | Jerzy Kurella                | 01.07.2013–31.12.2013                                             | powierzenie wykonywania obowiązków Prezesa Zarządu do czasu wyboru Prezesa Zarządu                                                                                |
| 15  | Mariusz Zawisza              | 01.01.2014–11.12.2015                                             | Prezes Zarządu |
| 16  | Piotr Woźniak                | 11.12.2015–10.02.2016 10.02-2016–09.01.2020                       | członek RN delegowany do czasowego wykonywania czynności Prezesa Zarządu Prezes Zarządu                                                                           |
| 17  | Jerzy Kwieciński             | 10.01.2020–22.10.2020                                             | Prezes Zarządu |
| 18  | Jarosław Wróbel              | 28.10.2020–11.11.2020                                             | Wiceprezes Zarządu wykonujący obowiązki Prezesa Zarządu do czasu wyboru Prezesa Zarządu                                                                           |
| 19  | Paweł Majewski               | 12.11.2020–8.04.2022                                              | Prezes Zarządu |
| 20  | Iwona Waksmundzka-Olejniczak | 09.04.2022–02.11.2022                                             | Prezes Zarządu |